# Eldred Simkins
Eldred Simkins (* 30. August 1779 in Edgefield, South Carolina; † 17. November 1831 ebenda) war ein US-amerikanischer Politiker. Zwischen 1818 und 1821 vertrat er den Bundesstaat South Carolina im US-Repräsentantenhaus.

## Leben
Eldred Simkins wurde an einer privaten Schule in Willington unterrichtet. Danach studierte er am South Carolina College, der späteren University of South Carolina in Columbia. Nach einem anschließenden Jurastudium an der Litchfield Law School in Connecticut und seiner im Jahr 1805 erfolgten Zulassung als Rechtsanwalt begann er in Edgefield in seinem neuen Beruf zu praktizieren.
Politisch wurde Simkins Mitglied der Demokratisch-Republikanischen Partei. Im Jahr 1806 wurde er in das Repräsentantenhaus von South Carolina gewählt, zwischen 1810 und 1812 gehörte er dem Staatssenat an. Danach war er von 1812 bis 1814 Vizegouverneur von South Carolina. Nach dem Rücktritt des Kongressabgeordneten John C. Calhoun wurde er im sechsten Wahlbezirk von South Carolina als dessen Nachfolger in das US-Repräsentantenhaus in Washington, D.C. gewählt. Dort trat er am 24. Januar 1818 sein neues Mandat an. Nach einer Wiederwahl bei den regulären Kongresswahlen des Jahres 1818 konnte er bis zum 3. März 1821 im Kongress verbleiben. Dort war er Vorsitzender des Ausschusses zur Kontrolle der öffentlichen Ausgaben.
Im Jahr 1820 verzichtete Simkins auf eine weitere Kandidatur. Danach arbeitete er wieder als Anwalt. Außerdem war er als Pflanzer auf der familieneigenen Plantage tätig. In den Jahren 1828 bis 1829 war er nochmals Abgeordneter im Repräsentantenhaus von South Carolina. Er starb am 17. November 1831 in seinem Geburtsort Edgefield.